# Cervecería y Maltería Quilmes

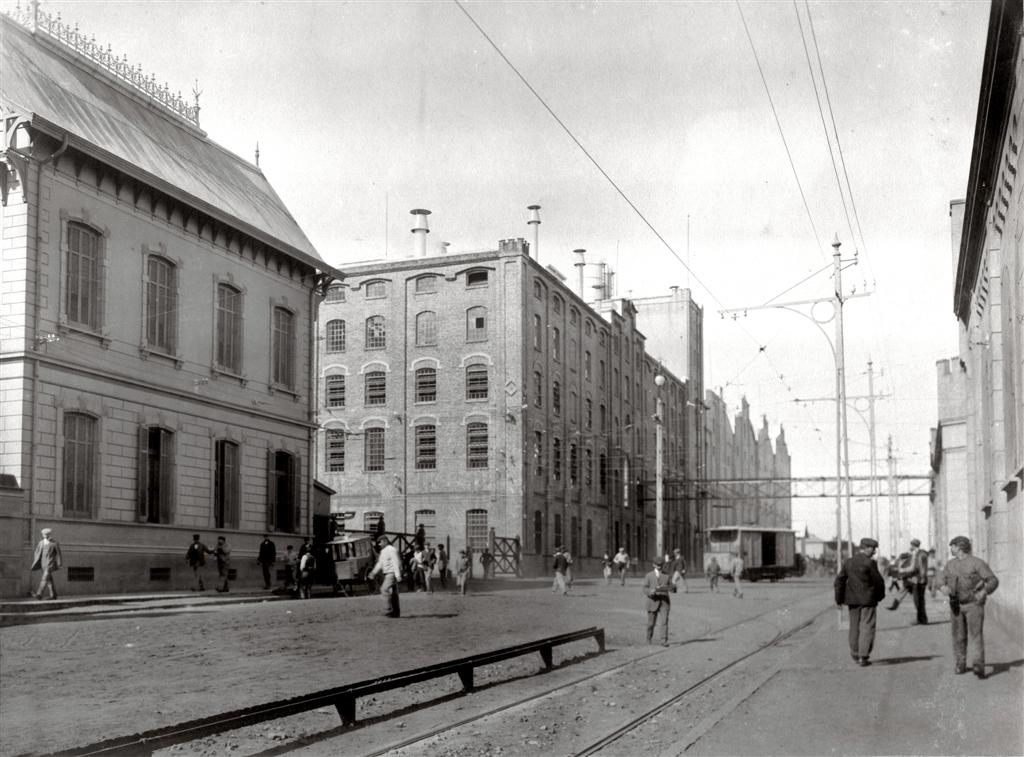
Brauereigebäude Cervecería Quilmes um 1900

Die Cervecería y maltería Quilmes ist eine argentinische Brauerei.

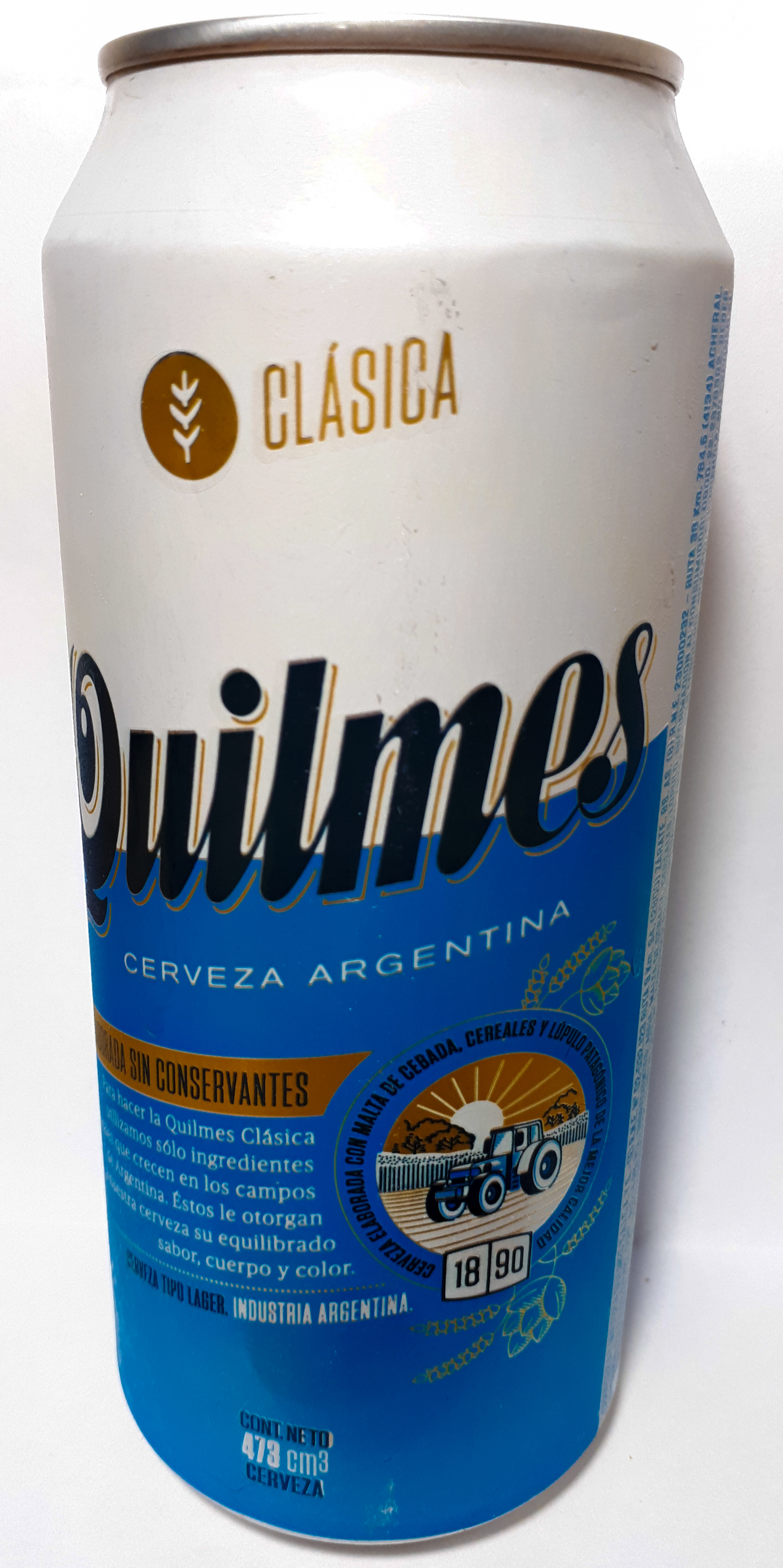
Bierdose Quilmes Clásica (Lager)

Gegründet wurde die Brauerei Quilmes 1888 in der Stadt Quilmes (Provinz Buenos Aires) von Otto Bemberg, einem deutschen Einwanderer. Bereits in den 1920er Jahren war Quilmes das beliebteste Bier in Buenos Aires. Heute ist die Brauerei Quilmes die kommerziell erfolgreichste Argentiniens.
Die Biermarke Quilmes Clásica, die das meistverkaufte unter mehreren anderen Produkten unter der Kontrolle der Brauerei ist, wird von der Firma wie ein nationales Symbol beworben: Die Etiketten sind in ähnlichen Farben wie die der Flagge Argentiniens – blau und weiß (die Flaggenfarben sind hellblau und weiß) – gehalten, Quilmes ist außerdem einer der Hauptsponsoren der argentinischen Fußballnationalmannschaft. Die Brauerei ist außerdem Sponsor des Fußballvereins Quilmes AC.
Standorte der Brauerei Quilmes sind derzeit Quilmes, Zárate, Tres Arroyos, Corrientes, San Miguel de Tucumán und Mendoza. Die wichtigsten Exportländer sind Peru, Ecuador, Mexiko, Puerto Rico, USA, Spanien, Frankreich, Großbritannien und Italien. Jährlich werden etwa 17 Millionen hl Bier und 8 Millionen hl Erfrischungsgetränke verkauft.
Die Brauerei Quilmes wird von der Quilmes Industrial S.A. (QUINSA) kontrolliert, einer in Luxemburg registrierten Holdinggesellschaft, die auch Franchisenehmer von PepsiCo in Argentinien und Uruguay ist. QUINSA besitzt 30 % der Brauerei, allerdings 53 % der Stimmrechte.
Im April 2006 kaufte die brasilianische Firma AmBev 37,5 % der Quilmes S.A., welche im Gegenzug die Kontrolle über die Marken von AmBev – wie z. B. die Biermarke Brahma – in Argentinien erhielt.

## Produkte
- Quilmes Cristal (Lagerbier)
- Quilmes Bock (dunkles Bockbier)
- Quilmes Stout (Stout)
- Quilmes Red Lager
- Quilmes 0,0% (Alkoholfreie Biere)
- Iguana (Niedrigpreismarke, Lagerbier)
- Andes Origen (Lagerbier, Schwarzbier, Red, IPA)
- Bieckert (Niedrigpreismarke, Lagerbier)
- Norte (Kristallweizen, Lagerbier)
- Palermo (Niedrigpreismarke, Lagerbier)

Abgefüllt wird für den Einzelhandel in Pfandflaschen mit 0,33 und 1 l Inhalt sowie Getränkebüchsen mit 0,473 l.